# Barrage hydroélectrique de Manantali
Le barrage hydroélectrique de Manantali, est un barrage construit sur le Bafing, à 90 km au sud-est de Bafoulabé, dans la région de Kayes au Mali. L'aménagement permet la production d’électricité et l’irrigation. La navigabilité du fleuve Sénégal entre Saint-Louis (Sénégal) et Ambidédi Poste (Mali), qui figurait au nombre des objectifs initiaux du projet, n'a pas pu être réalisé.
Le projet de l'Organisation pour la mise en valeur du fleuve Sénégal (OMVS) associe le Sénégal, la Mauritanie et le Mali. L’OMVS a joué un rôle primordial dans la planification et la construction du barrage. Sa gestion a été confiée à une société de droit public, la Société de gestion de l’énergie de Manantali (SOGEM) qui, en 2001, a signé un contrat de concession de 15 ans avec Eskom Eenergy Manantali (EEM), une filiale de l'entreprise sud-africaine Eskom. Les deux parties sont convenues de mettre un terme à cette entente à compter du 1er octobre 2011.

## Historique

Le bassin versant du fleuve Sénégal.

L'idée de construire un barrage hydroélectrique sur le fleuve Sénégal remonte à la période de la colonisation et le concept du barrage hydroélectrique de Manantali remonte à 1927. Après les indépendances, le Sénégal, le Mali, la Mauritanie et la Guinée forment un comité inter-États pour développer un projet, structure qui devient l'Organisation des États riverains du fleuve Sénégal, disparue en 1968. Une nouvelle structure, l'OMVS, est formée sans la participation de la Guinée en 1972.
Les installations de Manantali seront réalisées en deux temps. La construction du barrage sur le Bafing débute en juin 1982. Un consortium international, formé d'entreprises allemandes, sénégalaises et suisses est chargé de la réalisation des travaux de génie civil sous la supervision de Rhein Ruhr (RFA), Tractebel (Belgique) et Soned Afrique (Sénégal). Un certificat de réception provisoire est émis le 31 mai 1988. Le coût de la construction du barrage s'élève à 150 milliards de francs CFA, financé par des fonds d'investissement du Golfe, des pays occidentaux, et le Programme des Nations unies pour le développement (PNUD).
Le conflit sénégalo-mauritanien de 1989-1991 met un frein du développement hydroélectrique de l'aménagement. Certains auteurs affirment que le conflit armé entre les deux partenaires de l'OMVS serait la conséquence de la mise en service des barrages de Diama —
à 27 km en amont de Saint-Louis — en 1986, et de Manantali, deux ans plus tard,.
Le barrage est inauguré le 29 octobre 1992, en présence du Président de la République du Sénégal et de la conférence des chefs d’États de l'OMVS : Abdou Diouf, du Président de la République du Mali : Alpha Oumar Konaré et du Président de la République islamique de Mauritanie Maaouiya Ould Sid'Ahmed Taya.
Les travaux de terrassement en vue de la construction de la centrale hydroélectrique débutent en 1997. Le premier groupe entre en service le 21 juillet 2001. Réalisé au coût de 246 milliards de francs CFA (375,1 millions d'euros), le volet «Énergie» alimente dans un premier temps la capitale malienne, Bamako. Dakar et Nouakchott sont alimentés l'année suivante lors de la mise en service de la ligne à 225 kV reliant le projet de Manantali aux pays voisins. Cette phase des travaux a été réalisée sous la supervision des bureaux d'étude Coyne et Bellier (France), Fichtner (Allemagne) et Tecsult (Québec, Canada).
Assez rapidement, on constate que l'ambition de produire 800 GWh/an, qui était basée sur les données hydrologiques de 1950-1994, est beaucoup trop optimiste. De nouvelles simulations, basées sur les données de 1974 à 1994 projettent une production moyenne de 547 GWh/an, ce qui réduisait la rentabilité de l'ouvrage. Cependant, un rapport conjoint de la Banque allemande de développement (KfW), de la Banque européenne d’investissement (BEI) et de l'Agence française de développement (AFD) publié en 2009 semblent infirmer le scénario pessimiste. La production annuelle moyenne vérifiée des premières années d'exploitation de la centrale se chiffre à 740 GWh.

## Ouvrages

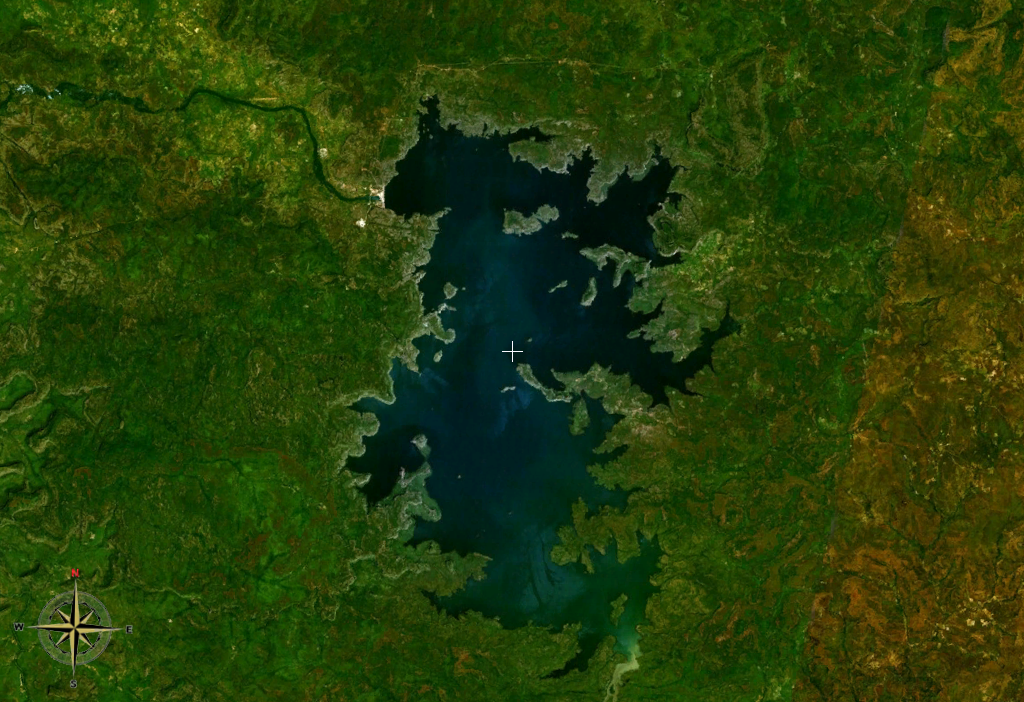
Lac Manantali, lac de retenue du barrage de Manantali

Le barrage a une longueur de crête de 1 460 m et une hauteur de 65 m au-dessus de ses fondations. Il est constitué d'une partie centrale en béton de 482,8 m et complété par deux digues en enrochement, qui ferment la retenue jusqu'aux plateaux environnants.
Le lac de retenue, le lac Manantali, couvre une superficie de 477 km2 et peut contenir un volume de 11 milliards de m3 d’eau à l'élévation maximale de 208 m. La profondeur moyenne du réservoir est de 20,8 m et atteint une valeur maximale de 50 m.
La centrale hydroélectrique de 200 MW a été mise en service entre 2001 et 2002. Les 5 groupes turbines-alternateurs ont produit 381 GWh d'électricité en 2006, soit 43 % de la production nationale du Mali.
L'électricité produite à Manantali est transmise à Bamako, Dakar et Nouakchott par un réseau de lignes à haute tension de 1 500 km. Les lignes sont équipées de câbles de garde à fibre optique (CGFO), ce qui a permis l'interconnexion des réseaux de télécommunications des trois pays. Le réseau, qui est relié au câble sous-marin trans-Atlantique, permet la transmission simultanée de 33 000 communications téléphoniques ou de 48 signaux de télévision. Il constitue un point nodal entre l'Afrique de l'Ouest et les autres parties du continent.

## Irrigation
Les projets d'aménagement des ouvrages hydrauliques de Manantali et de Diama insistent fortement sur les avantages en matière de régulation des débits du fleuve Sénégal et d'une productivité agricole accrue par le biais de l'irrigation. Le plan initial prévoit entre autres l'irrigation sur une superficie de 250 000 ha, pouvant être portée à 375 000 ha, particulièrement au Sénégal et en Mauritanie. Les responsables estimaient à l'époque que l'irrigation aurait des effets bénéfiques sur l'économie des régions riveraines par l'augmentation des rendements et des revenus tirés de l'agriculture, la réduction des mouvements migratoires vers les villes et la diversification des productions.
Contrairement à ses deux voisins, le Mali ne dispose pas d'un potentiel important de terres irrigables sur les rives du Sénégal. Les seuls aménagements réalisés sont de petits périmètres irrigués villageois tel celui de la coopérative multifonctionnelle de Somankidi-Coura (nouveau) (Mali) et qui fournit Kayes en fruits et légumes par le fleuve. La production d'électricité constitue pour le Mali le principal enjeu. La production électrique est répartie entre le Sénégal (33 %), la Mauritanie (15 %) et le Mali (52 %).

## Impacts environnementaux et sociaux
Selon un rapport des Nations unies, la construction des ouvrages de Manantali a eu des impacts à la fois positifs et négatifs sur l'environnement et les populations de la région.
Les principales conséquences négatives sont le départ forcé de populations, l'essor de maladies hydriques causées par l'eau stagnante et la prolifération de moustiques ou la dégradation de l'eau de surface par l'eutrophisation. A cela s'ajoute la croissance de l'érosion à cause du déboisement en faveur des terres arables, ce qui abime et stérilise les terres irriguées.